# کریستین آریل مورالس
کریستین آریل مورالس (انگلیسی: Cristián Ariel Morales؛ زادهٔ ۲۴ سپتامبر ۱۹۷۲) بازیکن فوتبال اهل آرژانتین است.
از باشگاه‌هایی که در آن بازی کرده‌است می‌توان به باشگاه فوتبال روساریو سنترال اشاره کرد.